# Aloisio di Löwenstein-Wertheim-Rosenberg
Aloisio Giuseppe Camillo Leopoldo Michele Antonio Maria, Principe di Löwenstein-Wertheim-Rosenberg, (nome completo in tedesco: Aloys Joseph Kamill Leopold Michael Anton Maria, Fürst zu Löwenstein-Wertheim-Rosenberg; Kleinheubach, 15 settembre 1871 – Schloss Bronnbach, 25 gennaio 1952), è stato un politico tedesco, Presidente del Comitato centrale dei cattolici tedeschi. Aloisio era un membro del Casato di Löwenstein-Wertheim-Rosenberg e fu il Principe di Löwenstein-Wertheim-Rosenberg dall'abdicazione di suo padre nel 1908 fino alla sua morte.

## Famiglia
Aloisio era il sesto dei figli e il secondo figlio maschio di Carlo, VI Principe di Löwenstein-Wertheim-Rosenberg, fratello della titolare Regina consorte del Portogallo Adelaide di Löwenstein-Wertheim-Rosenberg, e di sua moglie la Principessa Sofia del Liechtenstein. Aloisio era un diretto discendente in linea maschile di Federico I del Palatinato.

## Vita
Dopo aver completato gli studi secondari presso il Collegio dei Gesuiti a Feldkirch, Aloisio si laureò alla scuola di legge a Praga e a Friburgo.
Dopo la conclusione degli studi e un viaggio in Inghilterra, Aloisio cominciò ad assumere maggiori responsabilità da facoltoso aristocratico. Cominciò prestando servizio come membro della Camera dei Lord del Württemberg (1895), la Prima Camera degli Stati del Granducato d'Assia (1897), il Reichsrat bavarese (1909), e la Prima Camera della Dieta del Granducato di Baden (1910). Nel 1907, suo padre entrò nell'ordine domenicano e diventò un sacerdote nel 1908 dopo di che egli cedette i suoi titoli nobiliari e le responsabilità a Aloisio.
Nel 1907, Aloisio fu eletto rappresentate per il distretto elettorale di Treviri I nel Reichstag dell'Impero tedesco nel quale prestò servizio fino alla dissoluzione dell'Impero nel 1918. In questo ed in altri ruoli rappresentativi, Aloisio difese i suoi obiettivi cattolici.

## Matrimonio e figli
Aloisio sposò la Contessa Josephine Kinsky von Wchinitz und Tettau, figlia del Conte Friedrich Karl Kinsky von Wchinitz und Tettau e di sua moglie la Contessa Sophie Maria Manuela von Mensdorff-Pouilly, il 27 settembre 1898 a Adlerkosteletz in Boemia nell'Austria–Ungheria. Aloisio e Josephine ebbero nove figli:
- Principessa Sofia di Löwenstein-Wertheim-Rosenberg (9 maggio 1900 – 16 febbraio 1982),[1][2] sposò Karl, Conte von und zu Eltz gennant Faust von Stromberg
- Principessa Agnese di Löwenstein-Wertheim-Rosenberg (13 luglio 1902 - 8 ottobre 1991)[1][2]
- Carlo, VIII Principe di Löwenstein-Wertheim-Rosenberg (8 febbraio 1904 – 23 agosto 1990),[1][2] sposò Carolina dei Conti Rignon
- Principessa Monica di Löwenstein-Wertheim-Rosenberg (25 febbraio 1905 – 28 dicembre 1992),[1][2] sposò Erich August, Principe di Waldburg zu Zeil und Trauchburg
- Principe Felice di Löwenstein-Wertheim-Rosenberg (6 aprile 1907 – 21 ottobre 1986)[1][2]
- Principessa Teresa di Löwenstein-Wertheim-Rosenberg (27 dicembre 1909 - 24 aprile 2000),[1][2] sposò Carl Wolfgang, Conte von Ballestrem
- Principe Ferdinando di Löwenstein-Wertheim-Rosenberg (27 dicembre 1909 – 8 febbraio 1990)[1][2]
- Princess Maria-Anna of Löwenstein-Wertheim-Rosenberg (25 febbraio 1914 - 22 luglio 2000),[1][2] sposò Ferdinando, Conte von Magnis
- Principe Giovanni di Löwenstein-Wertheim-Rosenberg (8 luglio 1919 - 1º dicembre 2000),[1][2] sposò la Baronessa Christine von Loë

I suoi discendenti includono Karl-Theodor zu Guttenberg.

## Titoli e trattamento
- 15 settembre 1871–1908: Sua Altezza Serenissima Il Principe Ereditario di Löwenstein-Wertheim-Rosenberg
- 1908 – 25 gennaio 1952: Sua Altezza Serenissima Il Principe di Löwenstein-Wertheim-Rosenberg

## Ascendenza
|                                                                  |                                                 |                                                            | Genitori                                                 |  |  | Nonni |  |  | Bisnonni                                                 |  |  | Trisnonni                                                      |  |
|                                                                  |                                                 |                                                            |                                                          |  |  |       |  |  | Carlo Tommaso, Principe di Löwenstein-Wertheim-Rosenberg |  |  | Domenico Costantino, Principe di Löwenstein-Wertheim-Rochefort |  |
|                                                                  |                                                 |                                                            |                                                          |  |  |       |  |  | Carlo Tommaso, Principe di Löwenstein-Wertheim-Rosenberg |  |  | Domenico Costantino, Principe di Löwenstein-Wertheim-Rochefort |  |
|                                                                  |                                                 | Maria Leopoldina di Hohenlohe-Bartenstein                  |                                                          |  |  |       |  |  | Carlo Tommaso, Principe di Löwenstein-Wertheim-Rosenberg |  |  |                                                                |  |
| Costantino, Principe Ereditario di Löwenstein-Wertheim-Rosenberg |                                                 |                                                            |                                                          |  |  |       |  |  | Carlo Tommaso, Principe di Löwenstein-Wertheim-Rosenberg |  |  |                                                                |  |
|                                                                  |                                                 | Sofia di Windisch-Grätz                                    | Giuseppe Nicola di Windisch-Grätz                        |  |  |       |  |  |                                                          |  |  |                                                                |  |
|                                                                  |                                                 | Sofia di Windisch-Grätz                                    | Giuseppe Nicola di Windisch-Grätz                        |  |  |       |  |  |                                                          |  |  |                                                                |  |
|                                                                  |                                                 | Sofia di Windisch-Grätz                                    | Leopoldina di Arenberg                                   |  |  |       |  |  |                                                          |  |  |                                                                |  |
| Carlo, VI Principe di Löwenstein-Wertheim-Rosenberg              |                                                 | Sofia di Windisch-Grätz                                    |                                                          |  |  |       |  |  |                                                          |  |  |                                                                |  |
|                                                                  |                                                 | Carlo Ludovico I di Hohenlohe-Langenburg                   | Cristiano Alberto di Hohenlohe-Langenburg                |  |  |       |  |  |                                                          |  |  |                                                                |  |
|                                                                  |                                                 | Carlo Ludovico I di Hohenlohe-Langenburg                   | Cristiano Alberto di Hohenlohe-Langenburg                |  |  |       |  |  |                                                          |  |  |                                                                |  |
|                                                                  |                                                 | Carlo Ludovico I di Hohenlohe-Langenburg                   | Carolina di Stolberg-Gedern                              |  |  |       |  |  |                                                          |  |  |                                                                |  |
| Agnese di Hohenlohe-Langenburg                                   |                                                 | Carlo Ludovico I di Hohenlohe-Langenburg                   |                                                          |  |  |       |  |  |                                                          |  |  |                                                                |  |
|                                                                  |                                                 | Amalia Enrichetta di Solms-Baruth                          | Giovanni Cristiano II di Solms-Baruth                    |  |  |       |  |  |                                                          |  |  |                                                                |  |
|                                                                  |                                                 | Amalia Enrichetta di Solms-Baruth                          | Giovanni Cristiano II di Solms-Baruth                    |  |  |       |  |  |                                                          |  |  |                                                                |  |
|                                                                  |                                                 | Amalia Enrichetta di Solms-Baruth                          | Federica di Reuss-Köstritz                               |  |  |       |  |  |                                                          |  |  |                                                                |  |
| Aloisio, VII Principe di Löwenstein-Wertheim-Rosenberg           |                                                 | Amalia Enrichetta di Solms-Baruth                          |                                                          |  |  |       |  |  |                                                          |  |  |                                                                |  |
|                                                                  | Giovanni I Giuseppe, Principe del Liechtenstein | Francesco Giuseppe I, Principe del Liechtenstein           |                                                          |  |  |       |  |  |                                                          |  |  |                                                                |  |
|                                                                  | Giovanni I Giuseppe, Principe del Liechtenstein | Francesco Giuseppe I, Principe del Liechtenstein           |                                                          |  |  |       |  |  |                                                          |  |  |                                                                |  |
|                                                                  | Giovanni I Giuseppe, Principe del Liechtenstein | Contessa Leopoldina di Sternberg                           |                                                          |  |  |       |  |  |                                                          |  |  |                                                                |  |
| Aloisio II, Principe del Liechtenstein                           | Giovanni I Giuseppe, Principe del Liechtenstein |                                                            |                                                          |  |  |       |  |  |                                                          |  |  |                                                                |  |
|                                                                  |                                                 | Langravia Giuseppa di Fürstenberg-Weitra                   | Joachim Egon, Langravio di Fürstenberg-Weitra            |  |  |       |  |  |                                                          |  |  |                                                                |  |
|                                                                  |                                                 | Langravia Giuseppa di Fürstenberg-Weitra                   | Joachim Egon, Langravio di Fürstenberg-Weitra            |  |  |       |  |  |                                                          |  |  |                                                                |  |
|                                                                  |                                                 | Langravia Giuseppa di Fürstenberg-Weitra                   | Contessa Sophia zu Oettingen-Wallerstein                 |  |  |       |  |  |                                                          |  |  |                                                                |  |
| Principessa Sofia del Liechtenstein                              |                                                 | Langravia Giuseppa di Fürstenberg-Weitra                   |                                                          |  |  |       |  |  |                                                          |  |  |                                                                |  |
|                                                                  |                                                 | Conte Franz de Paula Joseph Kinsky von Wchinitz und Tettau | Joseph Ernst, IV Principe Kinsky von Wchinitz und Tettau |  |  |       |  |  |                                                          |  |  |                                                                |  |
|                                                                  |                                                 | Conte Franz de Paula Joseph Kinsky von Wchinitz und Tettau | Joseph Ernst, IV Principe Kinsky von Wchinitz und Tettau |  |  |       |  |  |                                                          |  |  |                                                                |  |
|                                                                  |                                                 | Conte Franz de Paula Joseph Kinsky von Wchinitz und Tettau | Contessa Maria Rosalia von Harrach                       |  |  |       |  |  |                                                          |  |  |                                                                |  |
| Franziska Kinsky von Wchinitz und Tettau                         |                                                 | Conte Franz de Paula Joseph Kinsky von Wchinitz und Tettau |                                                          |  |  |       |  |  |                                                          |  |  |                                                                |  |
|                                                                  |                                                 | Contessa Theresia von Wrbna und Freudenthal                | Rudolf, Conte von Wrbna und Freudenthal                  |  |  |       |  |  |                                                          |  |  |                                                                |  |
|                                                                  |                                                 | Contessa Theresia von Wrbna und Freudenthal                | Rudolf, Conte von Wrbna und Freudenthal                  |  |  |       |  |  |                                                          |  |  |                                                                |  |
|                                                                  |                                                 | Contessa Theresia von Wrbna und Freudenthal                | Contessa Maria Theresia von Kaunitz-Rietberg-Questenberg |  |  |       |  |  |                                                          |  |  |                                                                |  |
|                                                                  |                                                 | Contessa Theresia von Wrbna und Freudenthal                |                                                          |  |  |       |  |  |                                                          |  |  |                                                                |  |